# Dixie (cráter)
Dixie es un cráter de impacto del planeta Marte situado al sudeste del cráter Medrissa y al sudoeste de Calamar, a  17.9° norte y 56.0º oeste. El impacto causó un boquete de 28.7  kilómetros de diámetro. El nombre fue aprobado en 1988 por la Unión Astronómica Internacional, haciendo referencia a la ciudad homónima de Georgia, Estados Unidos.